# 間隙定理
在計算複雜性理論，間隙定理，又稱鮑羅丁－特拉赫堅布羅特間隙定理，為與可计算函数複雜度有關的重要定理。
定理斷言，复杂性类的層階之間，有任意大的可計算間隙。意思是，若給定任意一個可計算函數{\displaystyle g}，表示計算資源增加一次的效果，則必能找到某個資源上限{\displaystyle T(n)}，使得即使將資源上限增加一次變成{\displaystyle g(T(n))}，也無法計算更多函數。
定理由鮑里斯·特拉赫堅布羅特和艾倫·鮑羅丁分別獨立證出。
雖然特拉赫堅布羅特的推導比鮑羅丁早幾年，但時值冷戰，該定理直到鮑羅丁發表後才為西方認識。

## 定理敍述
定理的一般形式如下：
設{\displaystyle \Phi }為抽象（布盧姆）複雜度衡量。對任意滿足{\displaystyle g(x)\geq x}（對所有{\displaystyle x}）的全可計算函數{\displaystyle g}，都存在嚴格單調的全可計算函數{\displaystyle t}，使得就{\displaystyle \Phi }而言，以{\displaystyle t}為限的複雜性類等於以{\displaystyle g\circ t}為限的複雜性類。
定理可由複雜度衡量需滿足的布盧姆公理證出，而無須牽涉具體的計算模型，故其適用於時間複雜度、空間複雜度，或任何其他合適的複雜度衡量。
關於時間複雜度的特例，定理可更簡單複述成：
對任意滿足{\displaystyle g(x)\geq x}（對所有{\displaystyle x}）的全可計算函數{\displaystyle g:\mathbb {N} \to \mathbb {N} }，都存在時限{\displaystyle T(n)}，使得{\displaystyle {\mathsf {DTIME}}(g(T(n)))={\mathsf {DTIME}}(T(n))}，其中DTIME表示確定性圖靈機在限時內能計算的函數的集合。
由於時限{\displaystyle T(n)}可以很大（且通常不可構），間隙定理無法推出有關複雜度類{\displaystyle {\mathsf {P}}}或{\displaystyle {\mathsf {NP}}}的非平凡結果，也不與時間階層定理或空間階層定理矛盾。

## 證明
鮑羅丁證明的關鍵是，函數{\displaystyle t}在不同自然數的取值{\displaystyle t(n)}可以逐一選取，迫使所有複雜度{\displaystyle \Phi _{i}}都不能介乎{\displaystyle t}和{\displaystyle g\circ t}之間。具體而言：
- 定義{\displaystyle t(0)=1}；
- 對{\displaystyle n\geq 1}，定義{\displaystyle t(n)}為最小的自然數{\displaystyle k}，使得{\displaystyle k>t(n-1)}，且對所有{\displaystyle i\leq n}，有{\displaystyle \Phi _{i}(n)<k}或{\displaystyle \Phi _{i}(n)>g(k)}。

首先，由於{\displaystyle \Phi }滿足布盧姆公理，{\displaystyle \Phi _{i}(n)<k}和{\displaystyle \Phi _{i}(n)>g(k)}兩者皆是可判定的，故上述定義是{\displaystyle t}的{\displaystyle \mu }-遞歸定義，從而{\displaystyle t}為（偏）可計算函數。
然後，為驗證{\displaystyle t}是全函數，需證明在定義{\displaystyle t(n)}時，滿足條件的{\displaystyle k}存在。對每個{\displaystyle i\leq n}，
1. 若{\displaystyle \Phi _{i}(n)=\infty }，則{\displaystyle \Phi _{i}(n)>g(k)}總成立；
2. 否則，希望{\displaystyle \Phi _{i}(n)<k}成立。

所以只要{\displaystyle k}大於{\displaystyle \Phi _{0}(n),\ \Phi _{1}(n),\ \ldots ,\ \Phi _{n}(n)}之中有限的全部數便可。故有{\displaystyle t}全可計算。
最後，由{\displaystyle t}的定義知，{\displaystyle t}遞增，且對每個{\displaystyle i}，當{\displaystyle n\geq i}時，或有{\displaystyle \Phi _{i}(n)<t(n)}，或有{\displaystyle \Phi _{i}(n)>g(t(n))}，故編號為{\displaystyle i}的可計算函數的複雜度不能介於{\displaystyle t}和{\displaystyle g\circ t}之間。

## 與加速定理的比較
原始的間隙定理比上述定理更強：
設{\displaystyle \Phi }是一個複雜度衡量。對任意滿足{\displaystyle g(x)\geq x}的全可計算函數{\displaystyle g}，都存在嚴格單調的全可計算函數{\displaystyle t}，令{\displaystyle t}和{\displaystyle g\circ t}限制下的程式編號集相等。
這裡的編號指的是{\displaystyle \Phi }附帶的編號 (可計算性理論)。
由此可見，没有程式的複雜度在{\displaystyle t}和{\displaystyle g\circ t}之間。雖然能用複雜度{\displaystyle g\circ t}和複雜度{\displaystyle t}實現的程式的集合是一樣的，但這只對某些的充分大的{\displaystyle t}成立。因此，間隙定理與加速定理不同。

## 誠實性定理
以不同的函數{\displaystyle t}為限，可以得到同一個複雜度類{\displaystyle \mathrm {C} (t)}。此種{\displaystyle t}稱為該複雜度類的名。時間階層定理和空間階層定理斷言，若限定複雜度類的名具有某種好性質（可構），則不會有太大的間隙。對抽象複雜度而言，也有類似的性質，稱為誠實性（honestness）。以具有此種性質的函數為名的複雜度類之間，並無間隙現象。函數誠實是指其計算複雜度與輸入和輸出相比不太大（用詞源自「函數的值誠實反映其複雜度」）。麥克雷特（E. M. McCraight）和邁耶（A. R. Meyer）證明，以可計算函數為名的複雜度類，總能改名為誠實函數，而不改變其實質。所以，間隙定理的實際源由，是複雜度類改壞名。:86

## 算子間隙定理
以{\displaystyle {\mathcal {P}}^{(1)}}表示（一元）可計算偏函數的類。映射{\displaystyle F:{\mathcal {P}}^{(1)}\to {\mathcal {P}}^{(1)}}稱為可（有效）計算算子，若存在全可計算函數{\displaystyle S}，使得{\displaystyle F\varphi _{e}=\varphi _{S(e)}}對所有{\displaystyle e}成立。此處{\displaystyle \varphi _{e}}是編號為{\displaystyle e}的函數。若{\displaystyle F}將全函數映至全函數，則稱{\displaystyle F}保全。間隙定理可複述成：對於由{\displaystyle Gf=g\circ f}定義的可計算保全算子{\displaystyle G}，可找到{\displaystyle t}令{\displaystyle t}和{\displaystyle Gt}之間有間隙。羅伯特·李·康斯特勃證明，同樣的結論對其他可計算保全算子也成立，即：
設{\displaystyle \Phi }為抽象複雜度衡量，則對任意滿足{\displaystyle Ff\geq f}的可計算保全算子{\displaystyle F}，存在嚴格遞增的可計算全函數{\displaystyle t}，令以{\displaystyle t}和{\displaystyle Ft}為限的程式編號集相等。